# 橘清蔭
橘 清蔭（たちばな の きよかげ）は、平安時代初期の貴族。神祇伯・橘氏人または中納言・橘岑継の子。官位は正五位下・少納言。

## 経歴
承和9年（842年）正六位上・主殿助のときに承和の変が発生し、清蔭は加賀権掾に貶謫された。承和12年（845年）従五位下に叙爵し、翌承和13年（846年）雅楽頭に任ぜられる。
嘉祥3年（850年）文徳天皇の即位後間もなく従五位上に叙せられ、文徳朝末の天安2年（858年）には正五位下に至る。またこの間、侍従・少納言を歴任した。

## 官歴
※『六国史』による。
- 時期不詳：正六位上。主殿助
- 承和9年（842年）7月26日：加賀権掾
- 承和12年（845年）正月7日：従五位下
- 承和13年（846年）7月27日：雅楽頭
- 嘉祥3年（850年）4月17日：従五位上
- 天安2年（858年）正月7日：正五位下。8月27日：見少納言兼侍従

## 系譜
- 父：橘氏人[1]または橘岑継[2]
- 母：不詳
- 生母不明の子女
  - 男子：橘春行[2]
  - 男子：橘茂行[3]